# Ivan Carli
Ivan Carli, slovenski organist in skladatelj, * 26. april 1851, Šebrelje, † 3. september 1911, Studeno pri Postojni.

## Življenje in delo
Glasbe se je najprej učil v goriškem v semenišču, kjer je služil kot hlapec. Po kratkem bivanju v Gornji Branici pri Vipavi, kjer je bil organist in cerkovnik, je vstopil v orglarsko šolo v Ljubljani in jo v enem letu uspešno končal (1878). Kot organist je služboval v raznih krajih, med drugim tudi v Kovorju, Škofji Loki, Ribnici, Sodražici, Mirni peči, Studenem pri Postojni. Kot skladatelj je napisal nekaj cerkvenih skladb. V tisku so izšle tri zborovske skladbe: Sv. maša za mešani zbor, Te Deum za mešani zbor in Sv. maša za moški zbor in trije  cerkveni spevi (graduali): Asperges, Regina coeli in Tu es Petrus. Več njegovih skladeb pa je ostalo v rokopisu. 